# Bergholtzzell
Bergholtzzell ou Bergholtz-Zell es una comuna francesa, situada en el departamento de Alto Rin, en la región  de Alsacia.

## Demografía
| 261 | 285 | 305 | 282 | 288 | 336 |
| Para los censos de 1962 a 1999 la población legal corresponde a la población sin duplicidades (Fuente: INSEE [Consultar]) |     |     |     |     |     |